# QWERTY配列

QWERTY配列（クワーティはいれつ、クアーティはいれつ、クウェルティはいれつ）は、ラテン文字が刻印されたタイプライターやコンピュータなど、文字入力用キーボードの多くが採用する（デファクトスタンダード、パソコンキーボードのレイアウトの）キー配列である。英字最上段の左から6文字がQ, W, E, R, T, Yの並び順であることから「QWERTY」と呼ばれる。
1872年にクリストファー・レイサム・ショールズによって配列の原型が提案され、1882年に下記の配列が登場した。

## QWERTY配列が完成するまでの過程
クリストファー・レイサム・ショールズが1867年に製作したタイプライターは、ピアノ型のキーボードで以下のようにABC順の配列であった（アメリカ特許第79868号）。
入力されたアルファベットを印字する機械としては、デイビッド・エドワード・ヒューズとジョージ・メイ・フェルプスによって製作された印刷電信機が、当時すでに実用化されていた。ヒューズとフェルプスの印刷電信機では、ピアノ型のキーボード上に、アルファベットの前半が左から右へ、後半が右から左へ配置されていた（下図、アメリカ特許第26003号）。

1870年頃からショールズはボタン型のキーによるタイプライターの製作を始めるが、初期段階におけるキー配列は不明である。上記の印刷電信機のキー配列から、母音A・E・I・Y・U・Oが上段に取り出され、最上段に数字が付け加えられた以下に示すようなキー配列であったと推測される。
1872年8月10日の『サイエンティフィック・アメリカン』に掲載されたショールズのタイプライターの図からは以下のようなキー配列が読み取れる。
I(数字の1にも使用される)が8の隣に移動されたのは、当時の年号「1871」を打ちやすくするためであり、SがZとEの間に移動されたのは、当時のアメリカのモールス符号においてZが「・・・　・」で表されることから、ZとSEの判別がしばしば困難となり、続く文字を受信してからZあるいはSEをすばやく打つためである。

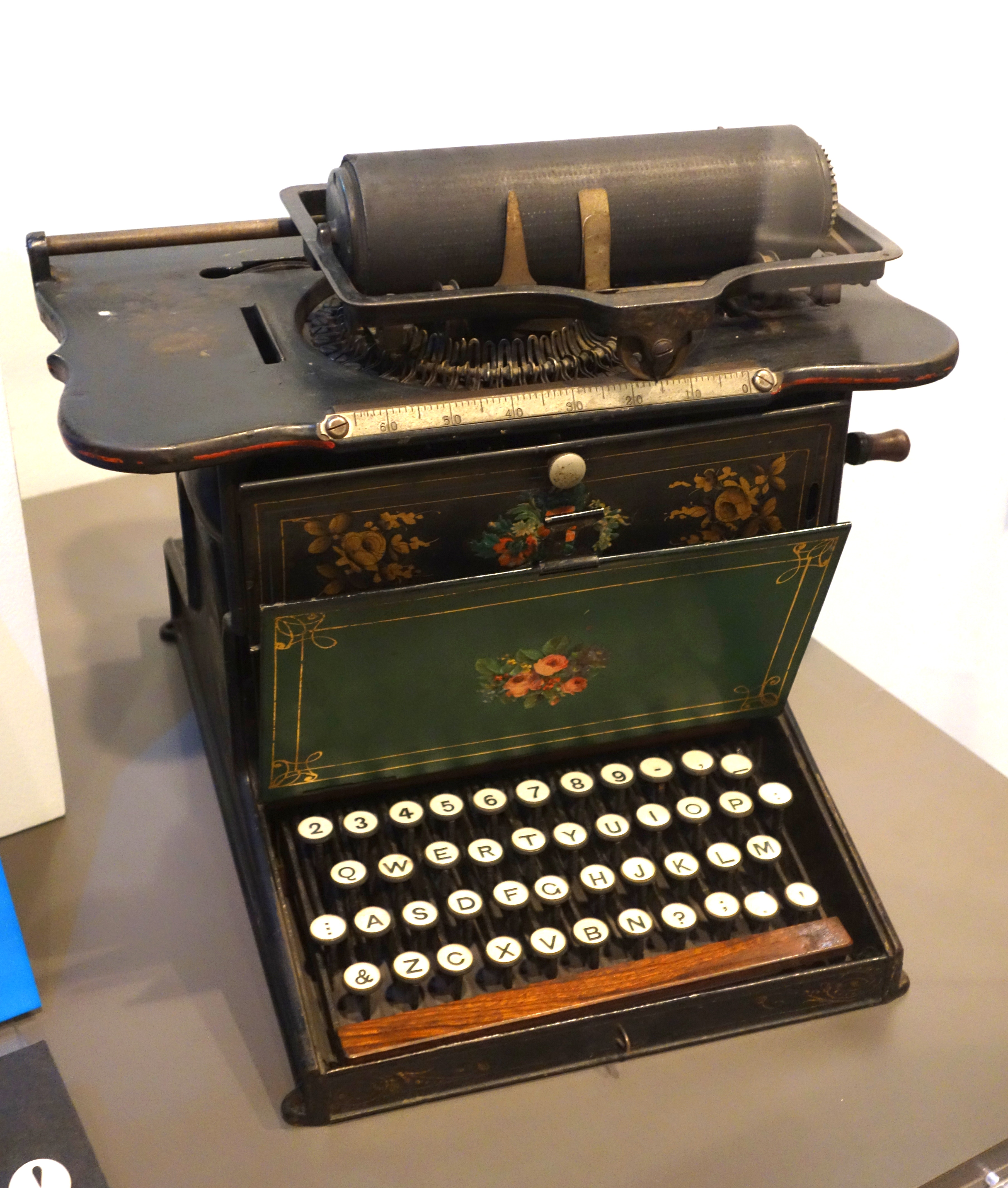
ショールズ・アンド・グリデン・タイプライター

1874年7月に発売された『ショールズ・アンド・グリデン・タイプライター』のキー配列では、数字としても使用されるIとOが隣り合うように配置され、右下に置かれていたPとRが現在と同じ位置に移動している（アメリカ特許第207559号）。
1882年には、MとCとXのキー位置が変更された『レミントン・スタンダード・タイプライターNo. 2』が発売され、現在のQWERTY配列が完成した。

## QWERTY配列誕生の諸説
- QWERTYはタイプライターの技術的な限界から打鍵速度を落としてアームの衝突を防ぐために考え出された配列だという説[4]

- タイプライターのセールスマンが、顧客に対して簡単に美しく「typewriter」という単語の打鍵を披露できるようにしたものだという説。最上段のキーのみで、「typewriter」のほかにも「property」のスペルが打てる[5]。

- 最も続けて打つことが多い文字、TとHのタイプバー(アームとも呼ばれるTypebar)を遠くに離すことで、内部の機械の故障を起こしにくくしたという説[6][7]

- 元々あった英文タイプライターの配列の数字を英字に置き換えた(1がI、0がOなど)のが基盤で、そこからモールス電信用途に改良した説[8]
- 上記の補足にもなるが、既存配列に特許が絡み、それを回避していく内に現在の配列になった説[9]

## QWERTYが普及した理由
タイプライター用鍵盤配列は、1880年代にはレミントンのQWERTY配列に対して、アメリカンライティングマシンのカリグラフ配列というライバルがあった。1882年に発売された『カリグラフ No. 2』のキー配列を以下に示す。特許の関係でシフト機構を用いず大文字と小文字を独立したキーに割り当てる方式を用いている。
双方は「科学的根拠」を持ち出して宣伝合戦を繰り広げるとともに、「どちらの配列を使えば、より素早く入力できるのか」を競うための打鍵速度コンテストも行っていた。コンテストではそれぞれの入力方式を操るユーザが少なくとも一度勝っており、速度面での優劣を示すことはできないままとなっていた。
1893年3月30日、レミントンとアメリカンライティングマシンを含む大手タイプライター会社5社を傘下に収める形でユニオン・タイプライター・カンパニーが設立され「タイプライター・トラスト」という寡占行為が行われた。。
英文入力用鍵盤配列の差に由来する性能競争はタイプライター・トラストの実行によって、性能面での最終決戦を行わないままに、競争の意味そのものを失った。タイプライター・トラストの優位性を確立する手段の1つとして、キー配列がQWERTY配列に統一された。大手のタイプライターメーカーがタイプライター・トラストに基づき、揃ってQWERTY配列を採用したタイプライターを製造し続けた。その結果、タイプライター市場ではQWERTY配列がデファクトスタンダードとなった。

## QWERTYと「全指タイピング」「全指タッチ・タイピング」の関係
QWERTY鍵盤は、全指タイピング（10本の手指を用いてタッチ・タイピングする技法）と、全指タッチ・タイピング（鍵盤を見ることなく文字入力を行う技法）が成立する前に設計された。そのため、基本的には全指タイピングや全指タッチ・タイピングで操作されることを前提とした設計であるかどうかが不明である。
エリザベス・マーガレット・ベイター・ロングリーは、いずれも1882年にQWERTY配列向けの運指法と「カリグラフ」向けの全指タイピング法を発表した。
フランク・エドワード・マッガリンは、1889年に全指タッチ・タイピング法を発表した。(左手の親指は使わない九指タッチ・タイピング法。)

## タイプライター用鍵盤から印刷電信機（テレタイプ）用鍵盤へ

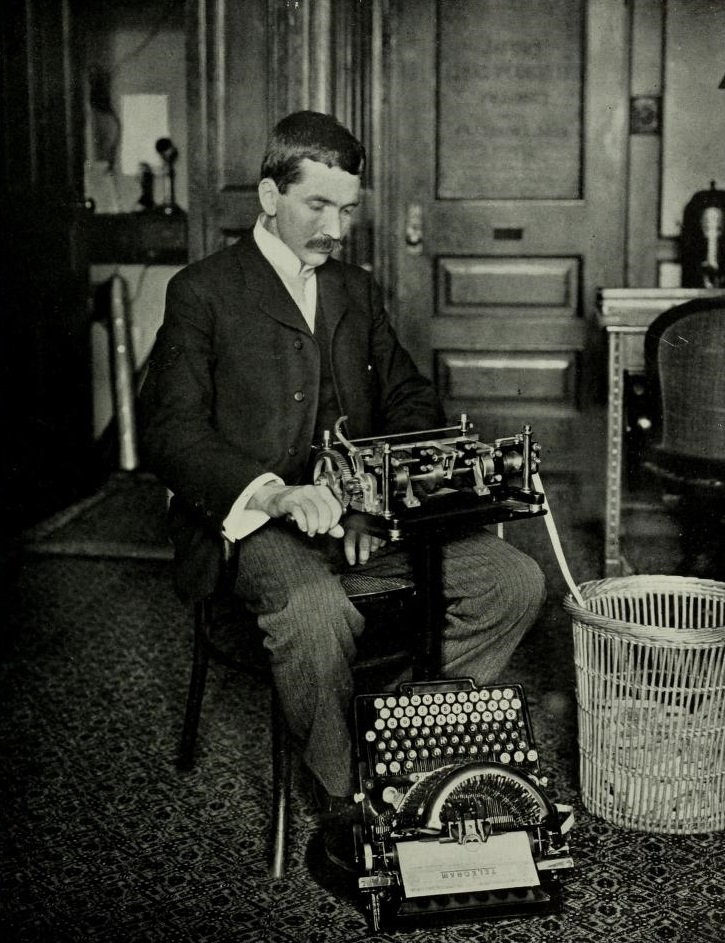
ドナルド・マレー

かつての印刷電信機は、デイビッド・エドワード・ヒューズによるピアノ鍵盤様のもの・ジャン・モーリス・エミール・ボードによる5キー同時打鍵方式によるものであった。ドナルド・マレーは、1901年に発表したテレタイプに対し、QWERTY配列を基本とした鍵盤配列を搭載した。
マレーのテレタイプ用鍵盤配列は、数字入力に専用のキーを持たず、シフトキーと英字キーを組み合わせて数字を表現する仕掛けを採用した。QWERTY鍵盤配列の「文字」並び順と「数字」並び順がここで紐付けされたため、それ以外の鍵盤配列をテレタイプへと採用することが、事実上不可能という状況となった。

## 印刷電信機用鍵盤から電子計算機用鍵盤へ
コンピュータの黎明期、入出力装置としてのタイプライタ類は、設計者による手作りで自作のものもあれば、自社で特別に製造することもあれば、テレタイプ端末が流用されることもあった（EDSACの出力の場合。EDSACの入力自体は鑽孔紙テープであり、その紙テープを作るのがテレタイプ端末であった）。既存機器の流用のため、その元の配列がテレタイプ端末などQWERTY配列の場合には、QWERTY配列が使われる、ということになった。

## QWERTY配列の亜種とその他のキーボード配列
QWERTY配列は（欧文アルファベット入力用として）世界の大多数で採用されていたキー配列であるが、各国の言語事情に合わせて改良型が導入された。フランス語圏においてはAZERTY配列が、ドイツ語圏・チェコ語圏においてQWERTZ配列が作られるなど、QWERTY配列の亜種も存在する。またそれぞれも国によって細かい違いが存在する。

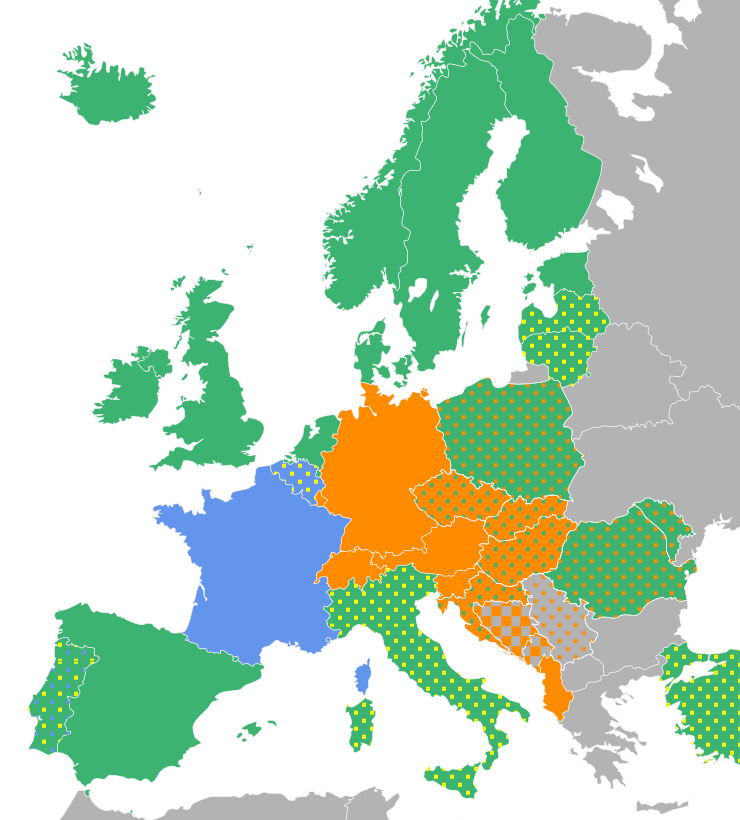
ヨーロッパでのキーボード配列の地理的分布:
QWERTY配列
QWERTZ配列
AZERTY配列
固有の配列 (トルコ FGĞIOD配列）、ラトヴィア（ŪGJRMV配列）、リトアニア（ĄŽERTY配列）
非ラテン文字圏

また、アルファベットではない文字を、主に母語の表記で用いる国の中には、アルファベット入力用としてQWERTYを用いつつ、母語の構造に適応する配列を上乗せして、切り替えながら使用する例がある。日本語、韓国語、中国語などの例がそれに当たる。
オーガスト・ドヴォラックは、1933年にDvorak Simplified Keyboardを発表した。この鍵盤配列はQWERTYとは異なり、はじめから全指タイピング法を目指して設計されていた。